# Kicker (Sprungschanze)

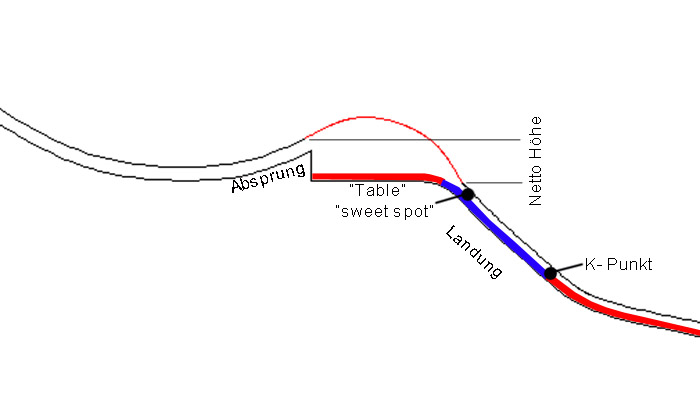
Profil eines Kickers

Der Ausdruck Kicker hat sich im Wortschatz von Wintersportlern wie Snowboardern und Freeskiern durchgesetzt. Der Kicker heißt Kicker, weil der Ski- oder Snowboardfahrer weit in die Luft "gekickt" wird. Damit wird eine (meist von Pistenraupen) aus Schnee geformte Schanze bezeichnet, die den Sportlern Sprünge ermöglicht. Durch den Kicker soll eine möglichst lange, ruhige Flugzeit (ohne aerodynamische Einflüsse wie beim Skifliegen) erreicht werden um in der Luft Tricks wie Grabs, Spins und/oder Flips durchzuführen. 
Anders als beim Schanzenspringen von Freestyle-Skifahrern oder beim Skispringen gibt es für die Konstruktion von Kickern keine Regeln oder Normen. Angesichts der Größe der heutigen Anlagen (Anfahrtsgeschwindigkeit von 70–90 km/h und Flugweiten von über 20 Meter sind keine Seltenheit) und dem daraus resultierenden Verletzungspotential ist von den Verantwortlichen äußerste Sorgfalt bei der Erstellung und der Pflege notwendig.
Bei der Erstellung gilt es die mathematisch fixierte Form der Wurfparabel = Flugbahn zu beachten (rote Linie in der Zeichnung). 
Der Absprung steht in direktem Zusammenhang zur Landung, d. h. steiler Absprung führt zu einer steilen Landung und umgekehrt. Die Übergänge zu den Radien sind fließend zu gestalten. Der horizontale Bereich nach dem Absprung wird Table genannt. Die Länge des Tables gibt in der Regel die Maßeinheit für den Kicker an. Üblich sind 6–10 Meter Table, für Profis 14–25 Meter. Es sind jedoch auch Tables von über 40 m möglich. Als „sweet spot“ wird der Bereich bezeichnet, an dem sich die Neigung der Wurfparabel und die Neigung der Landung am ähnlichsten sind. Hier ist die Landung am weichsten und am ungefährlichsten. Ab dem K-Punkt wird die Landung zu hart und gefährlich (roter Bereich). Genauso ist die Landung auf dem Table hart und verletzungsträchtig (roter Bereich). Bei einer großen Netto-Höhe ist die Geschwindigkeit des Sportlers bei der Landung ebenfalls hoch.
Um einen möglichst sicheren Kicker zu konstruieren, gilt daher: der Absprung und die Landung weisen eine zueinander passende Neigung auf. Die Landung (blauer Bereich) sollte möglichst groß sein (beim 10-Meter-Table absolutes Minimum: 10-Meter-Landung), da es für die Sportler, selbst für erfahrene Profis, schwierig ist mit passender Geschwindigkeit anzufahren um genau auf den Sweet Spot zu treffen. Hierzu kann der (blaue) Landungsbereich sowohl nach unten, als auch nach oben hin verlängert werden („Roller“). Zudem sollte die „Netto-Höhe“ gering gehalten werden, um die Geschwindigkeit bei der Landung zu minimieren. Die „Netto-Höhe“ kann sogar negativ sein, d. h. der Sportler springt dann bergauf („Step-up Kicker“).